# Lijst van senatoren uit Arizona

Zegel van de staat Arizona

Dit is een lijst van de senatoren voor de Amerikaanse staat Arizona. De senatoren voor Arizona zijn ingedeeld als Klasse I en Klasse III. De twee huidige senatoren voor Arizona zijn: Mark Kelly senator sinds 2020 de (senior senator) en Ruben Gallego senator sinds 2025 de (junior senator), beiden lid van de Democratische Partij.
Prominenten die hebben gediend als senator voor Arizona zijn onder anderen: Ernest McFarland (Democratisch partijleider in de senaat van 1951 tot 1953), Barry Goldwater (genomineerd presidentskandidaat 1964), Kyrsten Sinema (eerste openlijk bi-seksuele senator), John McCain (genomineerd presidentskandidaat 2008) en Mark Kelly (prominent ruimtevaarder).

## Klasse I
De laatste verkiezing voor Klasse I-zetels vond plaats in 2018. Toen wist Democraat Kyrsten Sinema de zetel te bemachtigen door Republikein Martha McSally te verslaan. De volgende verkiezing is gepland voor 4 november 2024.
| Nr. | Senator voor Arizona Senator from Arizona | Senator voor Arizona Senator from Arizona | Senator voor Arizona Senator from Arizona | Ambtstermijn   | Ambtstermijn   | Partij(en)  | Verkiezing(en) |
| --- | ----------------------------------------- | ----------------------------------------- | ----------------------------------------- | -------------- | -------------- | ----------- | -------------- |
| 1   |                                           | Henry Ashurst                             | Henry Ashurst (1874–1962)                 | 27 maart 1912  | 3 januari 1941 | D           | 1912           |
| 1   | 1916                                      | Henry Ashurst                             | Henry Ashurst (1874–1962)                 | 27 maart 1912  | 3 januari 1941 | D           |                |
| 1   | 1922                                      | Henry Ashurst                             | Henry Ashurst (1874–1962)                 | 27 maart 1912  | 3 januari 1941 | D           |                |
| 1   | 1928                                      | Henry Ashurst                             | Henry Ashurst (1874–1962)                 | 27 maart 1912  | 3 januari 1941 | D           |                |
| 1   | 1934                                      | Henry Ashurst                             | Henry Ashurst (1874–1962)                 | 27 maart 1912  | 3 januari 1941 | D           |                |
| 2   |                                           | Ernest McFarland                          | Ernest McFarland (1894–1984)              | 3 januari 1941 | 3 januari 1953 | D           | 1940           |
| 2   | 1946                                      | Ernest McFarland                          | Ernest McFarland (1894–1984)              | 3 januari 1941 | 3 januari 1953 | D           |                |
| 3   |                                           | Barry Goldwater                           | Barry Goldwater (1909–1998)               | 3 januari 1953 | 3 januari 1965 | R           | 1952           |
| 3   | 1958                                      | Barry Goldwater                           | Barry Goldwater (1909–1998)               | 3 januari 1953 | 3 januari 1965 | R           |                |
| 4   |                                           | Paul Fannin                               | Paul Fannin (1907–2002)                   | 3 januari 1965 | 3 januari 1977 | R           | 1964           |
| 4   | 1970                                      | Paul Fannin                               | Paul Fannin (1907–2002)                   | 3 januari 1965 | 3 januari 1977 | R           |                |
| 5   |                                           | Dennis DeConcini                          | Dennis DeConcini (1937)                   | 3 januari 1977 | 3 januari 1995 | D           | 1976           |
| 5   | 1982                                      | Dennis DeConcini                          | Dennis DeConcini (1937)                   | 3 januari 1977 | 3 januari 1995 | D           |                |
| 5   | 1988                                      | Dennis DeConcini                          | Dennis DeConcini (1937)                   | 3 januari 1977 | 3 januari 1995 | D           |                |
| 6   |                                           | Jon Kyl                                   | Jon Kyl (1942)                            | 3 januari 1995 | 3 januari 2013 | R           | 1994           |
| 6   | 2000                                      | Jon Kyl                                   | Jon Kyl (1942)                            | 3 januari 1995 | 3 januari 2013 | R           |                |
| 6   | 2006                                      | Jon Kyl                                   | Jon Kyl (1942)                            | 3 januari 1995 | 3 januari 2013 | R           |                |
| 7   |                                           | Jeff Flake                                | Jeff Flake (1962)                         | 3 januari 2013 | 3 januari 2019 | R           | 2012           |
| 8   |                                           | Kyrsten Sinema                            | Kyrsten Sinema (1976)                     | 3 januari 2019 | 3 januari 2025 | D (2019–22) | 2018           |
| 8   | O (2022–25)                               | Kyrsten Sinema                            | Kyrsten Sinema (1976)                     | 3 januari 2019 | 3 januari 2025 |             | 2018           |
| 7   |                                           | Ruben Gallego                             | Ruben Gallego (1979)                      | 3 januari 2025 | heden          | D           | 2024           |

## Klasse III
De laatste verkiezing voor deze Klasse III-zetel vond plaats in 2020. Dit betrof een speciale verkiezing naar aanvang van het overlijden van John McCain in 2018. Tot aan deze verkiezingen werd zijn termijn in eerste instantie voortgezet door Jon Kyl, waarna Martha McSally in januari 2019 werd aangewezen om zijn termijn voort te zetten. In 2020 verloor McSally de speciale verkiezing van haar Democratische uitdager Mark Kelly. Deze zal de termijn van McCain nu voortzetten tot de Klasse III-zetels in 2022 weer op het kiesbiljet staan. 
| Nr.    | Senator voor Arizona Senator from Arizona | Senator voor Arizona Senator from Arizona | Senator voor Arizona Senator from Arizona | Ambtstermijn     | Ambtstermijn     | Partij(en) | Verkiezing(en) |
| ------ | ----------------------------------------- | ----------------------------------------- | ----------------------------------------- | ---------------- | ---------------- | ---------- | -------------- |
| 1      |                                           | Marcus Smith                              | Marcus Smith (1851–1924)                  | 27 maart 1912    | 4 maart 1921     | D          | 1912           |
| 1      | 1914                                      | Marcus Smith                              | Marcus Smith (1851–1924)                  | 27 maart 1912    | 4 maart 1921     | D          |                |
| 2      |                                           | Ralph Cameron                             | Ralph Cameron (1863–1953)                 | 4 maart 1921     | 4 maart 1927     | R          | 1920           |
| 3      |                                           | Carl Hayden                               | Carl Hayden (1877–1972)                   | 4 maart 1927     | 3 januari 1969   | D          | 1926           |
| 3      | 1932                                      | Carl Hayden                               | Carl Hayden (1877–1972)                   | 4 maart 1927     | 3 januari 1969   | D          |                |
| 3      | 1938                                      | Carl Hayden                               | Carl Hayden (1877–1972)                   | 4 maart 1927     | 3 januari 1969   | D          |                |
| 3      | 1944                                      | Carl Hayden                               | Carl Hayden (1877–1972)                   | 4 maart 1927     | 3 januari 1969   | D          |                |
| 3      | 1950                                      | Carl Hayden                               | Carl Hayden (1877–1972)                   | 4 maart 1927     | 3 januari 1969   | D          |                |
| 3      | 1956                                      | Carl Hayden                               | Carl Hayden (1877–1972)                   | 4 maart 1927     | 3 januari 1969   | D          |                |
| 3      | 1962                                      | Carl Hayden                               | Carl Hayden (1877–1972)                   | 4 maart 1927     | 3 januari 1969   | D          |                |
| 4      |                                           | Barry Goldwater                           | Barry Goldwater (1909–1998)               | 3 januari 1969   | 3 januari 1987   | R          | 1968           |
| 4      | 1974                                      | Barry Goldwater                           | Barry Goldwater (1909–1998)               | 3 januari 1969   | 3 januari 1987   | R          |                |
| 4      | 1980                                      | Barry Goldwater                           | Barry Goldwater (1909–1998)               | 3 januari 1969   | 3 januari 1987   | R          |                |
| 5      |                                           | John McCain                               | John McCain (1936–2018)                   | 3 januari 1987   | 25 augustus 2018 | R          | 1986           |
| 5      | 1992                                      | John McCain                               | John McCain (1936–2018)                   | 3 januari 1987   | 25 augustus 2018 | R          |                |
| 5      | 1998                                      | John McCain                               | John McCain (1936–2018)                   | 3 januari 1987   | 25 augustus 2018 | R          |                |
| 5      | 2004                                      | John McCain                               | John McCain (1936–2018)                   | 3 januari 1987   | 25 augustus 2018 | R          |                |
| 5      | 2010                                      | John McCain                               | John McCain (1936–2018)                   | 3 januari 1987   | 25 augustus 2018 | R          |                |
| 5      | 2016                                      | John McCain                               | John McCain (1936–2018)                   | 3 januari 1987   | 25 augustus 2018 | R          |                |
| Vacant |                                           |                                           |                                           |                  |                  |            |                |
| 6      |                                           | Jon Kyl                                   | Jon Kyl (1942)                            | 4 september 2018 | 3 januari 2019   | R          |                |
| 7      |                                           | Martha McSally                            | Martha McSally (1966)                     | 3 januari 2019   | 2 december 2020  | R          |                |
| 8      |                                           | Mark Kelly                                | Mark Kelly (1964)                         | 2 december 2020  | heden            | D          | 2020           |
| 8      | 2022                                      | Mark Kelly                                | Mark Kelly (1964)                         | 2 december 2020  | heden            | D          |                |

Alabama: Tuberville (R) · Britt (R)
Alaska: Murkowski (R) · Sullivan (R)
Arizona: Kelly (D) · Gallego (D)
Arkansas: Boozman (R) · Cotton (R)
Californië: Padilla (D) · Schiff (D)
Colorado: Bennet (D) · Hickenlooper (D)
Connecticut: Blumenthal (D) · Murphy (D)
Delaware: Coons (D) · Blunt Rochester (D)
Florida: R. Scott (R) · Moody (R)
Georgia: Ossoff (D) · Warnock (D)
Hawaï: Schatz (D) · Hirono (D)
Idaho: Crapo (R) · Risch (R)
Illinois: Durbin (D) · Duckworth (D)
Indiana: Young (R) · Banks (R)
Iowa: Grassley (R) · Ernst (R)
Kansas: Moran (R) · Marshall (R)
Kentucky: McConnell (R) · Paul (R)
Louisiana: Cassidy (R) · Kennedy (R)
Maine: Collins (R) · King (O)
Maryland: Van Hollen (D) · Alsobrooks (D)
Massachusetts: Warren (D) · Markey (D)
Michigan: Peters (D) · Slotkin (D)
Minnesota: Klobuchar (D) · Smith (D)
Mississippi: Wicker (R) · Hyde-Smith (R)
Missouri: Hawley (R) · Schmitt (R)
Montana: Daines (R) · Sheehy (R)
Nebraska: Fischer (R) · Ricketts (R)
Nevada: Cortez Masto (D) · Rosen (D)
New Hampshire: Shaheen (D) · Hassan (D)
New Jersey: Booker (D) · Kim (D)
New Mexico: Heinrich (D) · Luján (D)
New York: Schumer (D) · Gillibrand (D)
North Carolina: Tillis (R) · Budd (R)
North Dakota: Hoeven (R) · Cramer (R)
Ohio: Moreno (R) · Husted (R)
Oklahoma: Lankford (R) · Mullin (R)
Oregon: Wyden (D) · Merkley (D)
Pennsylvania: Fetterman (D) · McCormick (R)
Rhode Island: Reed (D) · Whitehouse (D)
South Carolina: Graham (R) · T. Scott (R)
South Dakota: Thune (R) · Rounds (R)
Tennessee: Blackburn (R) · Hagerty (R)
Texas: Cornyn (R) · Cruz (R)
Utah: Lee (R) · Curtis (R)
Vermont: Sanders (O) · Welch (D)
Virginia: Warner (D) · Kaine (D)
Washington: Murray (D) · Cantwell (D)
West Virginia: Moore Capito (R) · Justice (R)
Wisconsin: Johnson (R) · Baldwin (D)
Wyoming: Barrasso (R) · Lummis (R)
(D): Democraat · (R): Republikein · (O): Onafhankelijk